# Eublemma illimitata
Eublemma illimitata is een vlinder uit de familie van de spinneruilen (Erebidae). De wetenschappelijke naam van deze soort is voor het eerst voorgesteld als Ozarba illimitata door William Warren in een publicatie uit 1914.
De soort komt voor in Ethiopië, Tanzania en Zuid-Afrika.